# Rhodoarrhenia
Rhodoarrhenia là một chi nấm trong họ Bolbitiaceae.